# الحكومة السورية (فبراير 1939)
تشكلت حكومة لطفي الحفار بالمراسيم من 170 إلى 177بتاريخ 23 شباط 1939 المنشورة بالجريدة الرسمية للجمهورية السورية العدد /8/ لعام 1939· وقدمت هذه الوزارة استقالتها في 14 آذار بسبب موقف السلطات الفرنسية حول تصديق المعاهدة وقُبلـت استقالتها بالمرسـوم رقـم /337/ في 5 نيسان 1939 المنشور بالجريدة الرسمية للجمهورية السورية العدد /14/ لعام 1939·
هي الحكومة الحادية والعشرين في تاريخ سوريا الحديث، والسادسة في عهد الجمهورية السورية الأولى. كونت مشاركة بين الكتلة الوطنية والمستقلين، في محاولة لاحتواء احتجاجات 1939، غير أن توسع المظاهرات وانتشارها دفع لاستقالتها في 14 مارس 1939، بعد أقل من عشرين يومًا على تشكيلها.

## التشكيل الوزاري
تألفت حكومة لطفي الحفار من الوزراء:
| المنصب               | الصورة | شاغل المنصب | الحزب          | الحزب | في المنصب من | في المنصب حتى | ملاحظات  |
| -------------------- | ------ | ----------- | -------------- | ----- | ------------ | ------------- | -------- |
| رئيس الوزراء         |        | لطفي الحفار | الكتلة الوطنية |       | 23 شباط 1939 | 5 نيسـان 1939 |          |
| وزير المعارف         |        | لطفي الحفار | الكتلة الوطنية |       | 23 شباط 1939 | 5 نيسـان 1939 | بالوكالة |
| وزير الدفاع الوطني   |        | مظهر رسلان  | الكتلة الوطنية |       | 23 شباط 1939 | 5 نيسـان 1939 | بالوكالة |
| وزير الداخلية        |        | مظهر رسلان  | الكتلة الوطنية |       | 23 شباط 1939 | 5 نيسـان 1939 |          |
| وزير الخارجية        |        | فايز الخوري | الكتلة الوطنية |       | 23 شباط 1939 | 5 نيسـان 1939 | بالوكالة |
| وزير المالية         |        | فايز الخوري | الكتلة الوطنية |       | 23 شباط 1939 | 5 نيسـان 1939 |          |
| وزير العدلية         |        | نسيب البكري | الكتلة الوطنية |       | 23 شباط 1939 | 5 نيسـان 1939 |          |
| وزير الاقتصاد الوطني |        | سليم جنبرت  | مستقل          |       | 23 شباط 1936 | 15 أيار 1939  |          |

| سبقه حكومة جميل مردم بك الأولى | الحكومات في سوريا شباط 1939 - نيسان 1939 | تبعه حكومة نصوحي البخاري |

## روابط خارجية
- الحكومات السورية على موقع رئاسة مجلس الوزراء
- الحكومات السورية على موقع مجلس الشعب السوري
- وزارات الدولة على بوابة الحكومة الإلكترونية السورية
- الوزارات والهيئات الحكومية على موقع مجلس الشعب السوري